# Фон Нейман (лунный кратер)
Фон Нейман (лат. Von Neumann) — большой ударный кратер в северном полушарии обратной стороны Луны. Название присвоено в честь венгеро-американского математика Джона фон Неймана (1903—1957) и утверждено Международным астрономическим союзом в 1970 г. Образование кратера относится к позднеимбрийскому периоду.

## Описание кратера

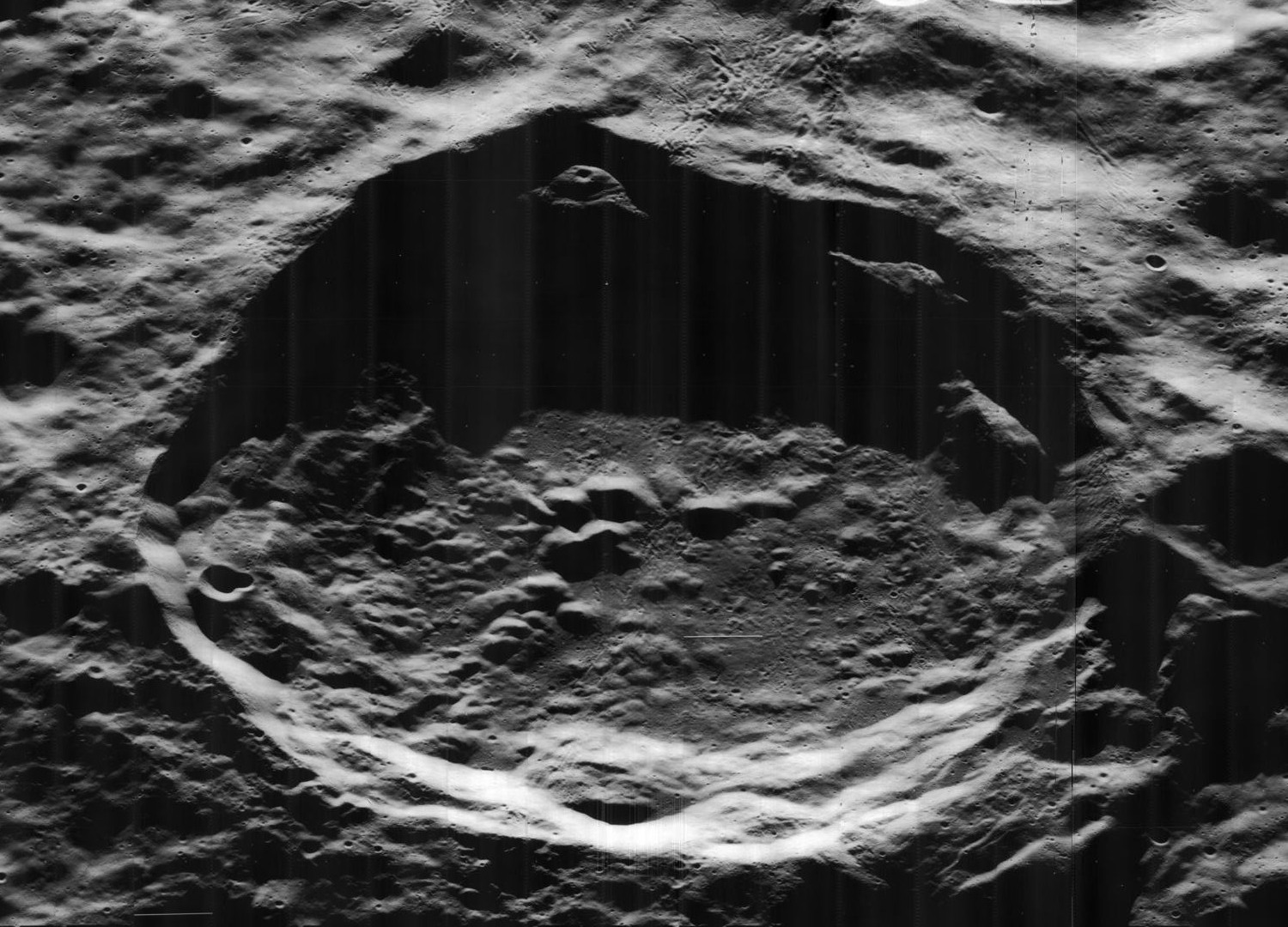
Снимок зонда Lunar Orbiter - V.

Ближайшими соседями кратера являются кратер Винер на западе; кратер Кемпбелл на севере-северо-западе; кратер Лей юго-западная часть которого частично перекрыта кратером Фон Нейман; кратер Эпплтон на юго-востоке и кратер Николаев на юге-юго-западе. Селенографические координаты центра кратера 40°17′ с. ш. 153°15′ в. д. / 40,28° с. ш. 153,25° в. д., диаметр 74,8 км, глубина 2,8 км.
Кратер Фон Нейман имеет полигональную форму с небольшим выступом в западной части и практически не разрушен. Вал четко очерчен, юго-западная часть вала спрямлена, внутренний склон широкий, террасовидной структуры, ширина его различается по периметру кратера достигая максимума на юге. У подножия внутреннего склона видны следы обрушения пород. Высота вала над окружающей местностью 1340 м, объем кратера составляет приблизительно 5600 км³. Дно чаши пересеченное, за исключением двух сравнительно ровных областей в западной и восточной части. В центре чаши расположен массив центральных пиков состоящий из габбро-норито-троктолитового анортозита с содержанием плагиоклаза 85-90 % (GNTA1), от которого в северном и юго-восточном направлении тянутся цепочки хребтов.

## Сателлитные кратеры
Отсутствуют.